# 羅夏 (蘇梅州)
51°25′42″N 33°57′23″E / 51.42833°N 33.95639°E
羅夏（烏克蘭語：Роща）是位於烏克蘭東北部的村莊，由蘇梅州科諾托普區的普蒂夫利市鎮負責管轄。該村處於克列文河右岸，距離霍夫齊夫卡和弗亞曾卡2公里，海拔高度145米，2001年人口59。